# Lindera citriodora
Lindera citriodora är en lagerväxtart som beskrevs av William Botting Hemsley. Lindera citriodora ingår i släktet Lindera och familjen lagerväxter. Inga underarter finns listade i Catalogue of Life.